# Siobhan Fallon Hogan
Pour les articles homonymes, voir Fallon et Hogan.
Siobhan Fallon Hogan, née le 13 mai 1961 à Syracuse (New York), est une actrice américaine. Elle apparaît dans des films comme Men in Black, Forrest Gump, Négociateur et École paternelle.

## Filmographie
Sauf indication contraire, les informations mentionnées dans cette section peuvent être confirmées par la base de données cinématographiques IMDb,  présente dans la section « Liens externes ».

### Télévision

#### Téléfilms
- 2010 : Fred: The Movie : Hilda Figglehorn
- 2011 : Fred 2: Night of the Living Fred : Hilda Figglehorn

#### Séries télévisées
- 1990 : Les Craquantes : Abby Wolfe (1 épisode)
- 1991 : Ici bébé (1 épisode)
- 1991 : Babes (1 épisode)
- 1991–1992 : Saturday Night Live (20 épisodes)
- 1991–1994 : Seinfeld (dans les épisodes The Deal, The Truth et The Opposite)
- 1997 : Feds (en) (1 épisode)
- 2000 : New York, unité spéciale : Melissa Raye (saison 1, épisode 18)
- 2000 : New York 911 (1 épisode)
- 2003 : New York, unité spéciale : Linda Legatt (saison 4, épisode 25)
- 2004 : Rescue Me : Les Héros du 11 septembre : Phyllis Shea (3 épisodes)
- 2007 : 30 Rock (1 épisode)
- 2010 : Sonny : Bella
- 2010 : The Whole Truth (1 épisode)
- 2012 : Fred: The Show : Hilda Figglehorn (13 épisodes)
- 2015-2016 : Wayward Pines : Arlene Moran (16 épisodes)
- 2016 : Scorpion : oyce Linehan
- 2020 : Love Life : la psychologue

### Cinéma
- 1994 : Only You : Leslie
- 1994 : Forrest Gump de Robert Zemeckis : Dorothy Harris (conductrice de bus)
- 1994 : Le Journal de Ron Howard : Lisa
- 1994 : Greedy (Les Héritiers affamés) : Tina
- 1995 : Jury Duty : Heather
- 1996 : Good Money : Siobhan
- 1996 : Striptease : Rita Grant
- 1997 : Men in Black :de Barry Sonnenfeld : Beatrice (femme d'Edgar)
- 1997 : Coup de foudre et conséquences : Lanie
- 1997 : Nick and Jane : Julie
- 1998 : Négociateur : Maggie
- 1998 : Pas facile d'être papa : Charlotte
- 1998 : Drôles de Papous : Lori
- 2000 : Dancer in the Dark de Lars von Trier : Brenda
- 2000 : The Photographer : femme folle
- 2000 : Les Initiés : Michelle
- 2001 : Rain : barman
- 2001 : Escrocs : Edwina
- 2002 : Big Trouble : agent de Fly By Air
- 2003 : La Morsure du lézard : Mme Yelnats
- 2003 : École paternelle : Peggy
- 2003 : Dogville de Lars von Trier : Martha
- 2005 : Terrain d'entente : Lana
- 2006 : I'll Believe You (en) : Larry Jean
- 2006 : Le Petit Monde de Charlotte : Mme Zuckerman
- 2007 : Funny Games U.S. :de Michael Haneke : Betsy Thompson
- 2008 : Baby Mama : professeur
- 2009 : New in Town de Jonas Elmer : Blanche Gunderson
- 2010 : Le Chasseur de primes : Teresa
- 2010 : The Secret Friend : Julie
- 2011 : We Need to Talk about Kevin : Wanda
- 2011 : Another Happy Day : Bonnie
- 2011 : Someday This Pain Will Be Useful to You : Mme Beemer
- 2012 : Fred 3: Camp Fred (en) : Hilda Figglehorn
- 2017 : Braquage à l'ancienne : Mitzi
- 2018 : The House that Jack Built de Lars von Trier : Dame 2 (Claire Miller)
- 2019 : Les Derniers Jours de Monsieur Brown (The Professor) : Donna

## Distinctions
- 2001 : 7e cérémonie des Chlotrudis Awards : Meilleure actrice dans un second rôle pour le rôle de Brenda dans Dancer in the Dark